# نهائي كأس إسبانيا 1963
نهائي كأس إسبانيا 1963 وسُمي آنذاك نهائي كأس القائد العام هو النهائي رقم 61 في إطار البطولة التي بدأت سنة 1902 ، جمعت المباراة النهائية ناديّ برشلونة وريال سرقسطة بتاريخ 23 يونيو 1963 في مدينة برشلونة وتمكن نادي برشلونة من الفوز بنتيجة 3-1 محققاً لقبة الخامس عشر في البطولة .

## التفاصيل
| برشلونة                                                                                        | 3–1 | ريال سرقسطة                                  |
| ---------------------------------------------------------------------------------------------- | --- | -------------------------------------------- |
| خيسوس ماريا بيريدا 9' · ساندور كوتشيس 19' · خوسيه أنطونيو زالدوا 59' · المدرب · جوزيب غونزالفو |     | خوان منويل فيلا 61' · المدرب · سيزار ألفاريز |